# Verein für Bewegungsspiele Stuttgart 1893 1980-1981
Questa voce raccoglie le informazioni riguardanti il Verein für Bewegungsspiele Stuttgart 1893 nelle competizioni ufficiali della stagione 1980-1981.

## Stagione
Nella stagione 1980-1981 il Stoccarda, allenato da Jürgen Sundermann, concluse il campionato di Bundesliga al 3º posto. In Coppa di Germania il Stoccarda fu eliminato ai quarti di finale dall'Eintracht Francoforte. In Coppa UEFA il Stoccarda fu eliminato agli ottavi di finale dal Colonia.

## Rosa
| N. |                     | Ruolo | Calciatore           |
| -- | ------------------- | ----- | -------------------- |
| 13 | Germania (bandiera) | D     | Günther Schäfer      |
|    | Germania (bandiera) | P     | Uwe Greiner          |
|    | Germania (bandiera) | P     | Helmut Roleder       |
|    | Germania (bandiera) | D     | Rainer Adrion        |
|    | Germania (bandiera) | D     | Bernd Förster        |
|    | Germania (bandiera) | D     | Karlheinz Förster    |
|    | Serbia (bandiera)   | D     | Dragan Holcer        |
|    | Germania (bandiera) | D     | Bernd Martin         |
|    | Romania (bandiera)  | D     | Alexandru Sătmăreanu |
|    | Germania (bandiera) | C     | Karl Allgöwer        |
|    | Germania (bandiera) | C     | Frank Elser          |

| N. |                         | Ruolo | Calciatore          |
| -- | ----------------------- | ----- | ------------------- |
|    | Germania (bandiera)     | C     | Erwin Hadewicz      |
|    | Austria (bandiera)      | C     | Roland Hattenberger |
|    | Germania (bandiera)     | C     | Dieter Kohnle       |
|    | Germania (bandiera)     | C     | Hansi Müller        |
|    | Germania (bandiera)     | C     | Hermann Ohlicher    |
|    | Germania (bandiera)     | A     | Harald Beck         |
|    | RD del Congo (bandiera) | A     | Etepe Kakoko        |
|    | Germania (bandiera)     | A     | Walter Kelsch       |
|    | Germania (bandiera)     | A     | Bernd Klotz         |
|    | Germania (bandiera)     | A     | Joachim Löw         |
|    | Turchia (bandiera)      | A     | İlyas Tüfekçi       |

## Organigramma societario
Area tecnica
- Allenatore: Jürgen Sundermann
- Allenatore in seconda:
- Preparatore dei portieri:
- Preparatori atletici:

## Calciomercato

### Sessione estiva
| Acquisti | Acquisti             | Acquisti          | Acquisti |
| R.       | Nome                 | da                | Modalità |
| -------- | -------------------- | ----------------- | -------- |
| C        | Karl Allgöwer        | Kickers Stoccarda |          |
| C        | Frank Elser          | Stoccarda II      |          |
| C        | Dieter Kohnle        | Ulma              |          |
| A        | Joachim Löw          | Friburgo          |          |
| D        | Alexandru Sătmăreanu | Dinamo Bucarest   |          |
| A        | İlyas Tüfekçi        | Stoccarda II      |          |

| Cessioni | Cessioni          | Cessioni             | Cessioni |
| R.       | Nome              | a                    | Modalità |
| -------- | ----------------- | -------------------- | -------- |
| C        | Bernd Schmider    | Borussia M'gladbach  |          |
| A        | Robert Birner     | Friburgo             |          |
| C        | Markus Elmer      | Bayer Leverkusen     |          |
| A        | Klaus-Dieter Jank | Werder Brema         |          |
| D        | Rainer Rühle      | Alemannia Aquisgrana |          |
| D        | Arno Schäfer      | Stoccarda II         |          |
| A        | Georg Volkert     | Norimberga           |          |
| P        | Gerhard Welz      | Fortuna Colonia      |          |

### Sessione invernale
| Acquisti | Acquisti | Acquisti | Acquisti |
| R.       | Nome     | da       | Modalità |
| -------- | -------- | -------- | -------- |

| Cessioni | Cessioni | Cessioni | Cessioni |
| R.       | Nome     | a        | Modalità |
| -------- | -------- | -------- | -------- |

## Risultati

### Bundesliga

#### Girone di andata
| Arbitro: | Waltert |

|                   |           |             |
| Ohlicher 11’, 24’ | Marcatori | 73’ Volkert |

| Arbitro: | Assenmacher |

|               |           |  |
| Eigendorf 38’ | Marcatori |  |

| Arbitro: | Luca |

|                                         |           |  |
| Klotz 43’ Hattenberger 51’ Allgöwer 69’ | Marcatori |  |

| Arbitro: | Risse |

|                           |           |           |
| Lottermann 36’ Schaub 51’ | Marcatori | 90’ Klotz |

| Arbitro: | Heitmann |

|                                                    |           |                              |
| Kelsch 12’ Schmider 29’ Hattenberger 74’ Klotz 85’ | Marcatori | 38’ (rig.) Hannes 42’ Nickel |

| Arbitro: | Linn |

|                               |           |                                  |
| Raschid 13’, 69’ Eggeling 51’ | Marcatori | 1’ Allgöwer 20’ Kelsch 68’ Klotz |

| Arbitro: | Hennig |

|           |           |                          |
| Klotz 88’ | Marcatori | 32’ Dürnberger 73’ Kraus |

| Arbitro: | Treib |

|                                      |           |                                            |
| Burgsmüller 43’ (rig.), 55’ Koch 46’ | Marcatori | 59’ (rig.) Martin 82’ Tüfekçi 86’ Allgöwer |

| Arbitro: | Horstmann |

|                                               |           |                     |
| Müller 21’ (rig.), 43’, 61’ (rig.) Kelsch 50’ | Marcatori | 18’ Seel 33’ Allofs |

| Arbitro: | Roth |

|                                 |           |                        |
| Kügler 45’ Elgert 50’ Džoni 58’ | Marcatori | 51’ Förster 66’ Müller |

| Arbitro: | Gabor |

|                          |           |               |
| Ohlicher 56’ Tüfekçi 81’ | Marcatori | 36’ Sackewitz |

| Arbitro: | Redelfs |

|                   |           |              |
| Demuth 24’ (rig.) | Marcatori | 17’ Allgöwer |

| Karlsruhe 8 novembre 1980, ore 15:30 CET 13ª giornata | Karlsruhe  | 0 – 0 referto | Stoccarda | Wildparkstadion (35 000 spett.)\| Arbitro: \| Eschweiler \| |
| Arbitro:                                              | Eschweiler |               |           |                                                             |

| Arbitro: | Linn |

|                                    |           |                             |
| Müller 15’ Kelsch 49’ Allgöwer 77’ | Marcatori | 10’ Buljan 63’ (rig.) Kaltz |

| Monaco di Baviera 29 novembre 1980, ore 15:30 CET 15ª giornata | Monaco 1860 | 0 – 0 referto | Stoccarda | Stadion an der Grünwalder Straße (21 000 spett.)\| Arbitro: \| Uhlig \| |
| Arbitro:                                                       | Uhlig       |               |           |                                                                         |

| Arbitro: | Kasperowski |

|                                    |           |            |
| Tüfekçi 15’, 41’, 58’ Allgöwer 56’ | Marcatori | 31’ Lameck |

| Arbitro: | Hontheim |

|  |           |                                                |
|  | Marcatori | 23’ (rig.) Müller 69’ Hattenberger 80’ Förster |

#### Girone di ritorno
| Arbitro: | Risse |

|                 |           |                        |
| Hintermaier 85’ | Marcatori | 24’ Förster 30’ Kelsch |

| Arbitro: | Eschweiler |

|            |           |  |
| Kelsch 59’ | Marcatori |  |

| Arbitro: | Horeis |

|                                           |           |            |
| Greiner 25’ (aut.) Müller 32’ Konopka 80’ | Marcatori | 21’ Kelsch |

| Arbitro: | Pauly |

|              |           |                |
| Allgöwer 19’ | Marcatori | 53’ Lottermann |

| Arbitro: | Engel |

|              |           |                                     |
| Matthäus 78’ | Marcatori | 12’ Tüfekçi 49’ Ohlicher 60’ Müller |

| Arbitro: | Schmidhuber |

|                                       |           |                      |
| Sătmăreanu 29’ Müller 73’ Tüfekçi 86’ | Marcatori | 74’ Hofmann 85’ Held |

| Arbitro: | Ahlenfelder |

|              |           |              |
| Breitner 45’ | Marcatori | 39’ Allgöwer |

| Arbitro: | Luca |

|                                          |           |                 |
| Allgöwer 22’ Sătmăreanu 45’ Ohlicher 62’ | Marcatori | 69’ Burgsmüller |

| Arbitro: | Niebergall |

|                                  |           |             |
| Wenzel 14’ Dusend 50’ Allofs 90’ | Marcatori | 16’ Tüfekçi |

| Arbitro: | Horstmann |

|                                      |           |  |
| Tüfekçi 37’ Allgöwer 63’ Förster 85’ | Marcatori |  |

| Arbitro: | Föckler |

|            |           |  |
| Schock 77’ | Marcatori |  |

| Arbitro: | Klauser |

|                                |           |                    |
| Müller 20’ (rig.) Ohlicher 87’ | Marcatori | 44’ (rig.) Glowacz |

| Arbitro: | Risse |

|                                                        |           |                   |
| Kelsch 5’, 43’ Dohmen 7’ (aut.) Müller 31’ Tüfekçi 85’ | Marcatori | 37’ Groß 52’ Bold |

| Arbitro: | Hennig |

|             |           |                            |
| Reimann 56’ | Marcatori | 8’ Kelsch 18’, 65’ Tüfekçi |

| Arbitro: | Uhlig |

|                             |           |             |
| Hattenberger 48’ Kelsch 66’ | Marcatori | 35’ Năstase |

| Arbitro: | Kasperowski |

|          |           |             |
| Abel 75’ | Marcatori | 15’ Tüfekçi |

| Arbitro: | Retzmann |

|                              |           |  |
| Müller 51’ (rig.) Martin 86’ | Marcatori |  |

### Coppa di Germania
| Arbitro: | Klauser |

|                                        |           |  |
| Kelsch 8’ Müller 48’ Ohlicher 82’, 84’ | Marcatori |  |

| Arbitro: | Hontheim |

|            |           |                           |
| Kerber 76’ | Marcatori | 67’ Müller 68’, 90’ Klotz |

| Arbitro: | Luca |

|                             |           |  |
| Hattenberger 34’ Kelsch 54’ | Marcatori |  |

| Arbitro: | Gabor |

|                |           |                                        |
| Hochheimer 89’ | Marcatori | 24’ Sătmăreanu 36’ Müller 56’ Allgöwer |

| Arbitro: | Hennig |

|                      |           |              |
| Trapp 67’ Pezzey 90’ | Marcatori | 32’ Allgöwer |

### Coppa UEFA
| Arbitro: | Casha |

|                                                  |           |  |
| Klotz 10’, 11’, 86’ Kelsch 25’ Allgöwer 49’, 68’ | Marcatori |  |

| Arbitro: | Matovinović |

|                |           |                                         |
| Theofanous 69’ | Marcatori | 13’, 71’ Tüfekçi 16’ Klotz 36’ Allgöwer |

| Arbitro: | Menegali |

|                                                                        |           |              |
| Tüfekçi 20’ Martin 41’ (rig.) Schuth 46’ (aut.) Allgöwer 55’ Klotz 82’ | Marcatori | 84’ Krautzig |

| Arbitro: | Smith |

|               |           |                                |
| Lindemann 86’ | Marcatori | 20’ Allgöwer 84’ (rig.) Müller |

| Arbitro: | Eriksson |

|                                    |           |             |
| Müller 22’, 35’ (rig.) Förster 53’ | Marcatori | 17’ Konopka |

| Arbitro: | Butenko |

|                                          |           |                    |
| Müller 24’ Strack 62’, 86’ Woodcock 107’ | Marcatori | 85’ (aut.) Konopka |

## Statistiche

### Statistiche di squadra
| Competizione      | Punti | In casa | In casa | In casa | In casa | In casa | In casa | In trasferta | In trasferta | In trasferta | In trasferta | In trasferta | In trasferta | Totale | Totale | Totale | Totale | Totale | Totale | DR  |
| Competizione      | Punti | G       | V       | N       | P       | Gf      | Gs      | G            | V            | N            | P            | Gf           | Gs           | G      | V      | N      | P      | Gf     | Gs     | DR  |
| ----------------- | ----- | ------- | ------- | ------- | ------- | ------- | ------- | ------------ | ------------ | ------------ | ------------ | ------------ | ------------ | ------ | ------ | ------ | ------ | ------ | ------ | --- |
| Bundesliga        | 46    | 17      | 15      | 1       | 1       | 45      | 19      | 17           | 4            | 7            | 6            | 25           | 25           | 34     | 19     | 8      | 7      | 70     | 44     | +26 |
| Coppa di Germania | -     | 2       | 2       | 0       | 0       | 6       | 0       | 3            | 2            | 0            | 1            | 7            | 4            | 5      | 4      | 0      | 1      | 13     | 4      | +9  |
| Coppa UEFA        | -     | 3       | 3       | 0       | 0       | 14      | 2       | 3            | 2            | 0            | 1            | 7            | 6            | 6      | 5      | 0      | 1      | 21     | 8      | +13 |
| Totale            | 46    | 22      | 20      | 1       | 1       | 65      | 21      | 23           | 8            | 7            | 8            | 39           | 35           | 45     | 28     | 8      | 9      | 104    | 56     | +48 |

### Andamento in campionato
| Giornata  | 1 | 2 | 3 | 4  | 5 | 6 | 7 | 8 | 9 | 10 | 11 | 12 | 13 | 14 | 15 | 16 | 17 | 18 | 19 | 20 | 21 | 22 | 23 | 24 | 25 | 26 | 27 | 28 | 29 | 30 | 31 | 32 | 33 | 34 |
| --------- | - | - | - | -- | - | - | - | - | - | -- | -- | -- | -- | -- | -- | -- | -- | -- | -- | -- | -- | -- | -- | -- | -- | -- | -- | -- | -- | -- | -- | -- | -- | -- |
| Luogo     | C | T | C | T  | C | T | C | T | C | T  | C  | T  | T  | C  | T  | C  | T  | T  | C  | T  | C  | T  | C  | T  | C  | T  | C  | T  | C  | C  | T  | C  | T  | C  |
| Risultato | V | P | V | P  | V | N | P | N | V | P  | V  | N  | N  | V  | N  | V  | V  | V  | V  | P  | N  | V  | V  | N  | V  | P  | V  | P  | V  | V  | V  | V  | N  | V  |
| Posizione | 4 | 9 | 4 | 10 | 6 | 7 | 9 | 9 | 5 | 7  | 6  | 6  | 6  | 6  | 6  | 5  | 4  | 4  | 4  | 4  | 4  | 4  | 3  | 4  | 3  | 4  | 4  | 4  | 4  | 3  | 3  | 3  | 3  | 3  |

Legenda:

Luogo: C = Casa; T = Trasferta. Risultato: V = Vittoria; N = Pareggio; P = Sconfitta.

### Statistiche dei giocatori
| Giocatore       | Bundesliga | Bundesliga | Bundesliga  | Bundesliga | Coppa di Germania | Coppa di Germania | Coppa di Germania | Coppa di Germania | Coppa UEFA | Coppa UEFA | Coppa UEFA  | Coppa UEFA | Totale   | Totale | Totale      | Totale     |
| Giocatore       | Presenze   | Reti       | Ammonizioni | Espulsioni | Presenze          | Reti              | Ammonizioni       | Espulsioni        | Presenze   | Reti       | Ammonizioni | Espulsioni | Presenze | Reti   | Ammonizioni | Espulsioni |
| --------------- | ---------- | ---------- | ----------- | ---------- | ----------------- | ----------------- | ----------------- | ----------------- | ---------- | ---------- | ----------- | ---------- | -------- | ------ | ----------- | ---------- |
| R. Adrion       | 2          | 0          | 0           | 0          | 0                 | 0                 | 0                 | 0                 | 0          | 0          | 0           | 0          | 2        | 0      | 0           | 0          |
| K. Allgöwer     | 32         | 10         | 1           | 0          | 5                 | 2                 | 1                 | 0                 | 6          | 5          | 0           | 0          | 43       | 17     | 2           | 0          |
| H. Beck         | 4          | 0          | 1           | 0          | 1                 | 0                 | 0                 | 0                 | 1          | 0          | 0           | 0          | 6        | 0      | 1           | 0          |
| F. Elser        | 2          | 0          | 0           | 0          | 0                 | 0                 | 0                 | 0                 | 1          | 0          | 0           | 0          | 3        | 0      | 0           | 0          |
| B. Förster      | 34         | 2          | 2           | 0          | 5                 | 0                 | 0                 | 0                 | 5          | 0          | 0           | 0          | 44       | 2      | 2           | 0          |
| K. Förster      | 30         | 2          | 6           | 0          | 5                 | 0                 | 1                 | 0                 | 5          | 1          | 0           | 0          | 40       | 3      | 7           | 0          |
| U. Greiner      | 15         | 0          | 0           | 0          | 1                 | 0                 | 0                 | 0                 | 1          | 0          | 0           | 0          | 17       | 0      | 0           | 0          |
| E. Hadewicz     | 31         | 0          | 2           | 0          | 5                 | 0                 | 0                 | 0                 | 4          | 0          | 0           | 0          | 40       | 0      | 2           | 0          |
| R. Hattenberger | 24         | 4          | 4           | 1          | 2                 | 1                 | 0                 | 0                 | 5          | 0          | 0           | 0          | 31       | 5      | 4           | 1          |
| D. Holcer       | 13         | 0          | 2           | 0          | 3                 | 0                 | 1                 | 0                 | 4          | 0          | 0           | 0          | 20       | 0      | 3           | 0          |
| E. Kakoko       | 0          | 0          | 0           | 0          | 0                 | 0                 | 0                 | 0                 | 1          | 0          | 0           | 0          | 1        | 0      | 0           | 0          |
| W. Kelsch       | 31         | 11         | 3           | 0          | 5                 | 2                 | 0                 | 0                 | 6          | 1          | 0           | 0          | 42       | 14     | 3           | 0          |
| B. Klotz        | 22         | 5          | 2           | 0          | 4                 | 2                 | 0                 | 0                 | 5          | 5          | 0           | 0          | 31       | 12     | 2           | 0          |
| D. Kohnle       | 2          | 0          | 0           | 0          | 0                 | 0                 | 0                 | 0                 | 0          | 0          | 0           | 0          | 2        | 0      | 0           | 0          |
| J. Löw          | 4          | 0          | 1           | 0          | 0                 | 0                 | 0                 | 0                 | 0          | 0          | 0           | 0          | 4        | 0      | 1           | 0          |
| B. Martin       | 21         | 2          | 2           | 0          | 5                 | 0                 | 0                 | 0                 | 5          | 1          | 0           | 0          | 31       | 3      | 2           | 0          |
| H. Müller       | 32         | 11         | 1           | 0          | 5                 | 3                 | 0                 | 0                 | 5          | 3          | 0           | 0          | 42       | 17     | 1           | 0          |
| H. Ohlicher     | 33         | 6          | 3           | 0          | 5                 | 2                 | 0                 | 0                 | 6          | 0          | 0           | 0          | 44       | 8      | 3           | 0          |
| H. Roleder      | 19         | 0          | 1           | 0          | 4                 | 0                 | 0                 | 0                 | 5          | 0          | 0           | 0          | 28       | 0      | 1           | 0          |
| B. Schmider     | 8          | 1          | 0           | 0          | 2                 | 0                 | 0                 | 0                 | 2          | 0          | 0           | 0          | 12       | 1      | 0           | 0          |
| G. Schäfer      | 13         | 0          | 0           | 0          | 0                 | 0                 | 0                 | 0                 | 1          | 0          | 0           | 0          | 14       | 0      | 0           | 0          |
| A. Sătmăreanu   | 12         | 2          | 3           | 0          | 2                 | 1                 | 1                 | 0                 | 0          | 0          | 0           | 0          | 14       | 3      | 4           | 0          |
| İ. Tüfekçi      | 24         | 13         | 0           | 0          | 2                 | 0                 | 0                 | 0                 | 4          | 3          | 0           | 0          | 30       | 16     | 0           | 0          |